# The Alarm
The Alarm er en amerikansk stumfilm fra 1914 instrueret af Roscoe "Fatty" Arbuckle og Edward Dillon.

## Medvirkende
- Roscoe Arbuckle.
- Mabel Normand.
- Al St. John.
- Hank Mann.
- Minta Durfee.